# Раксі
Раксі, ракші (रक्शी) — традиційний алкогольний напій в Тибеті, Непалі та деяких частинах Індії. Зазичай він виготовлюється з проса, інколи з рису. Це не дуже міцний напій, до двадцяти градусів, прозорий як горілка або джин, що часто готується удома. Через його популярність, в Непалі існує рух за його заборону.